# Кобзівка Друга
Ко́бзівка Друга —  село в Україні, у Берестинському районі Харківської області. Населення становить 113 осіб. Орган місцевого самоврядування — Кобзівська сільська рада.

## Географія
Село Кобзівка Друга знаходиться на відстані 2 км від річки Вошива (лівий берег), до села примикає село Землянки, на відстані 2 км розташоване село Кобзівка. По селу протікає пересихаючий струмок з загатами.

## Історія
- 1992 - дата заснування.

## Населення
Згідно з переписом УРСР 1989 року чисельність наявного населення села становила 61 особа, з яких 28 чоловіків та 33 жінки.
За переписом населення України 2001 року в селі мешкало 113 осіб.

### Мова
Розподіл населення за рідною мовою за даними перепису 2001 року:
| Мова       | Відсоток |
| ---------- | -------- |
| українська | 92,92 %  |
| російська  | 5,31 %   |
| молдовська | 1,77 %   |

## Економіка
- Молочно-товарна ферма.